# Луцие Фаулерова
Луцие Фаулерова (на чешки: Lucie Faulerová) е чешка редакторка, сценаристка и романистка.

## Биография и творчество
Луцие Фаулерова е родена на 19 май 1989 г. в Пардубице, Чехия.
Следва чехеистика във Факултета по изкуства на Университета Палацки в Оломоуц. Прави аспирантура в университета и в част от докторската си дисертация се занимава с феномена „ненадежден разказвач“.
От 2014 г. е редактор на литературното списание „Aluze“.
Първият ѝ роман „Lapači prachu“ (на бълг. Прахосъбирачки, изд. „Изида“, 2022, превод Красимир Проданов) излиза през 2017 г. Книгата третира темата за отношенията между поколенията, „липсата на връзка“ с децата и майчинството, сложните сестрински отношения, междуличностната позиционна битка в семейството. Това е тежка дълбока, правдоподобна и вълнуваща проза, написана открито и смело. Романът е аплодиран от читателите и критиците и е номиниран за наградата „Магнезия Литера“ за проза за 2017 г. и за наградата „Иржи Ортен“ за автори на възраст до 30 години.
Пред 2020 г. излиза романа ѝ „Smrtholka“. Книгата представя семейна мозайка за трима братя и сестри и желанието да се изживее собствения живот въпреки тъмнината. Главната героиня на романа, 20-годишната Мари, се самообвинява за самоубийството на сестра си и си веселите моменти, прекарани с покойната си сестра. Така тази поетична литературна творба обгръща травмиращата тема в нежен хумор. Книгата получава наградата за литература на Европейския съюз за 2021 г.
Като редакторка Луцие Фалерова си сътрудничи с художничката Катержина Шеда, за книгата ѝ „Brnox – Průvodce brněnským Bronxem“ за живота в социално слаб район на Бърно, която печели наградата „Магнезия Литера“ за журналистика.
През 2020 г. участва в програмата на Чешкия център в Ню Йорк „Stories in Times of Corona“, допринасяйки с разказа „Обектите в огледалото са по-близо, отколкото изглеждат“.

## Произведения

### Самостоятелни романи
- Lapači prachu (2017)
Прахосъбирачки, изд. „Светлана Янчева - Изида“ (2021), прев. Красимир Проданов
- Smrtholka (2020) - награда за литература на ЕС